# Hong Kong en los Juegos Olímpicos de Turín 2006
Hong Kong estuvo representado en los Juegos Olímpicos de Turín 2006 por una deportista femenina que compitió en patinaje de velocidad en pista corta.
La portadora de la bandera en la ceremonia de apertura fue la patinadora de velocidad en pista corta Han Yue Shuang. El equipo olímpico hongkonés no obtuvo ninguna medalla en estos Juegos.